# Cladopelma inflexum
Cladopelma inflexum är en tvåvingeart som först beskrevs av Freeman 1957.  Cladopelma inflexum ingår i släktet Cladopelma och familjen fjädermyggor. Inga underarter finns listade i Catalogue of Life.